# Ian Cusson
Pour les articles homonymes, voir Cusson.
Ian Cusson (né le 24 août 1981) est un compositeur canadien d'origine métisse de la baie Georgienne et canadienne-française. Il est connu pour ses opéras, ses mélodies, ses œuvres de chambre et sa musique orchestrale.
En 2021, Cusson a reçu le Prix de musique classique Jan V. Matejcek de la SOCAN et le Prix Johanna Metcalf pour les arts de la scène.
Parmi ses œuvres lyriques notables, on peut citer Fantasma, avec un texte de Colleen Murphy, et Of the Sea, avec un texte de Kanika Ambrose. La Compagnie d'opéra canadienne et le Centre national des Arts ont annoncé que Cusson a été chargé de composer un opéra basé sur le roman Empire of Wild de Cherie Dimaline dans le cadre de leur saison principale 2025.
Cusson est membre du Cercle des artistes de la Compagnie d'opéra canadienne, un conseil consultatif composé d'artistes autochtones.